# Cornell Gletscher
Cornell Gletscher är en glaciär i Grönland (Kungariket Danmark).   Den ligger i kommunen Qaasuitsup, i den västra delen av Grönland, 1 100 km norr om huvudstaden Nuuk. Cornell Gletscher ligger 68 meter över havet.
Terrängen runt Cornell Gletscher är kuperad. Havet är nära Cornell Gletscher västerut.  Trakten runt Cornell Gletscher är nära nog obefolkad, med mindre än två invånare per kvadratkilometer. Det finns inga samhällen i närheten. Trakten runt Cornell Gletscher är permanent täckt av is och snö.